# Revuelta decembrista

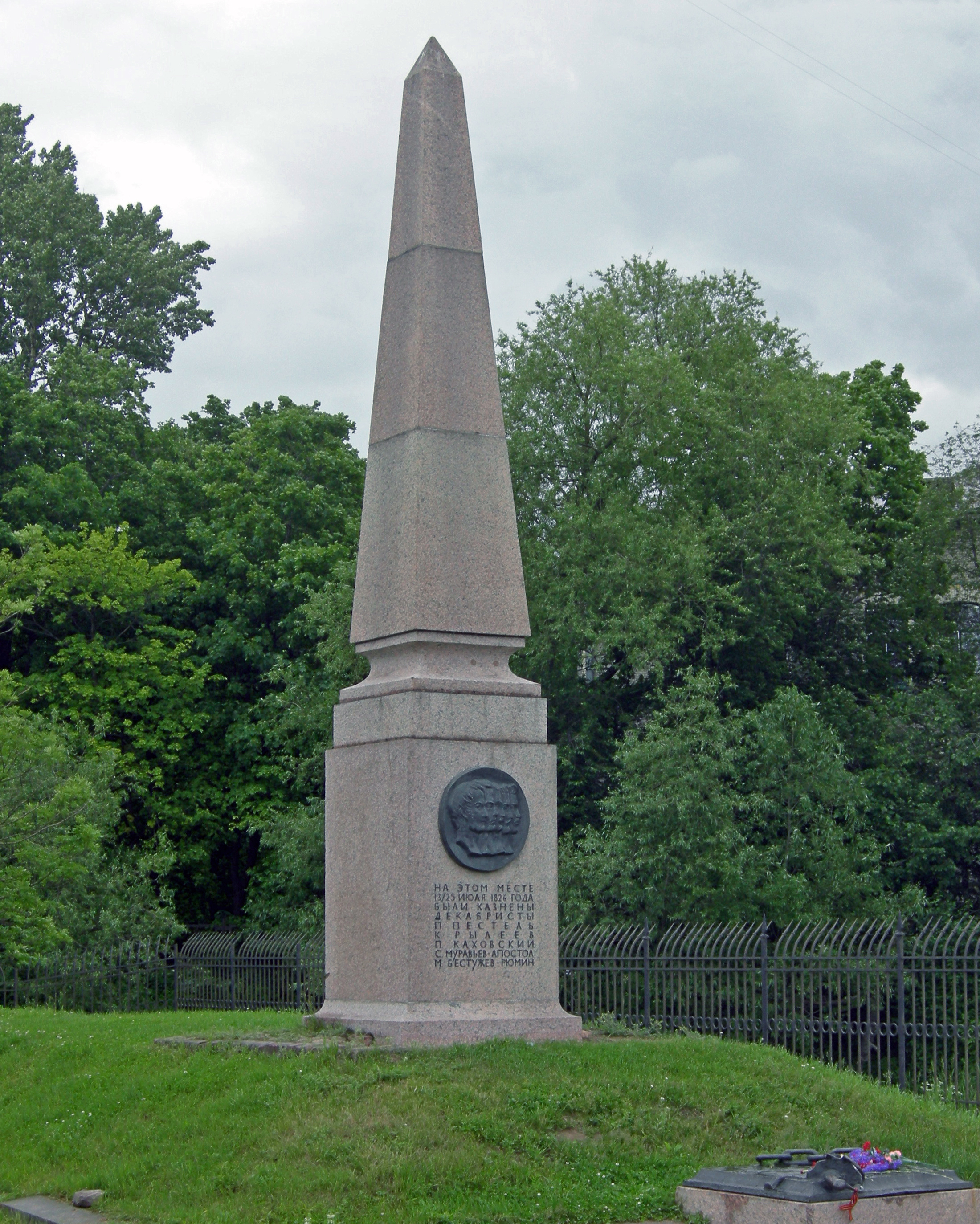
Obelisco en el lugar de la ejecución de los cinco decembristas, el interior de la Fortaleza de San Pedro y San Pablo y (abajo) la inscripción con sus nombres.

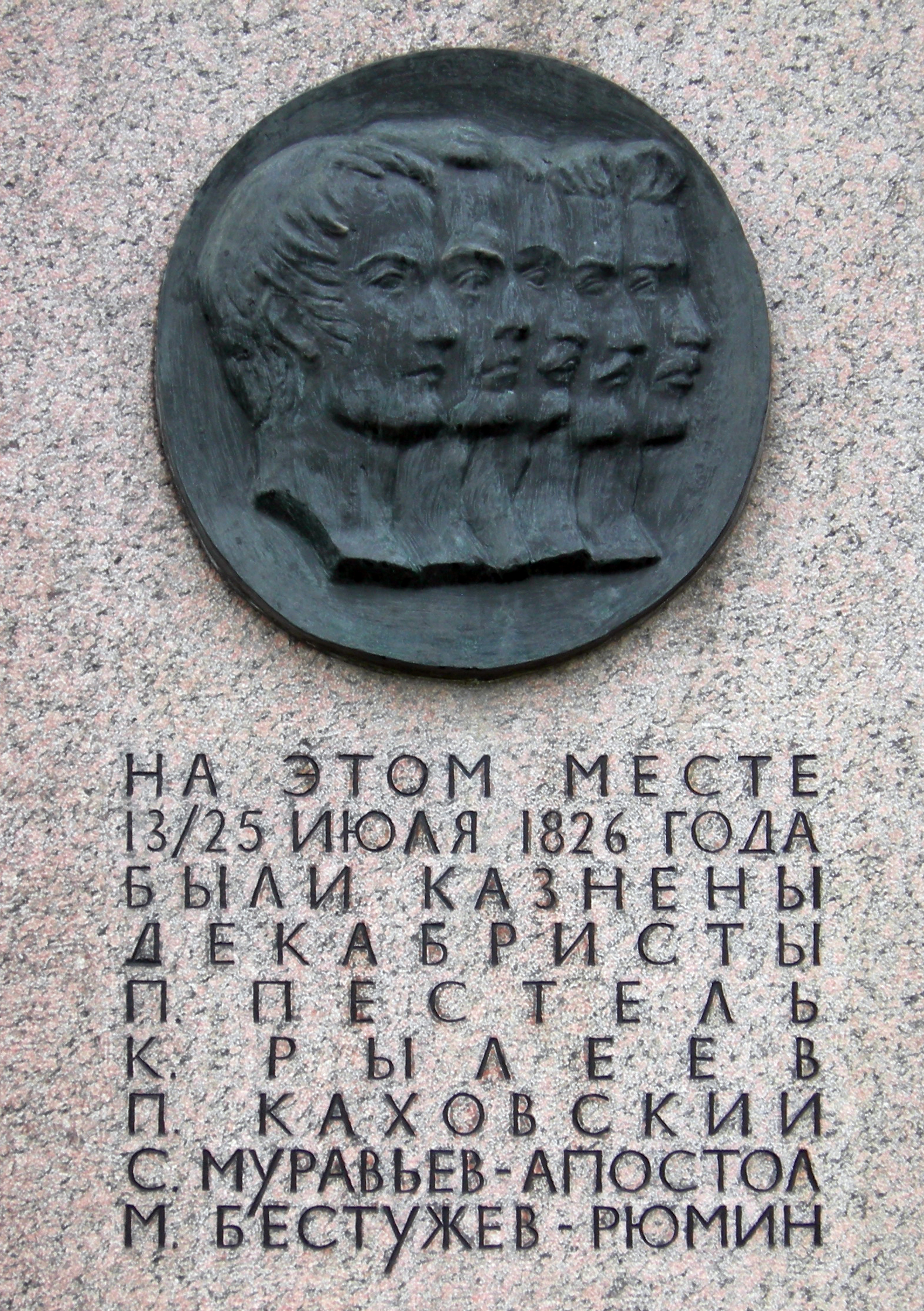
Placa en San Petersburgo en honor a los cinco decembristas ejecutados.

La Revuelta Decembrista o el Levantamiento Decembrista (en ruso: Восстание декабристов, Vosstanie dekabristov) fue una sublevación contra la Rusia Imperial por parte de un grupo de oficiales del ejército ruso que dirigieron a cerca de 3 000 soldados el 14 de diciembre de 1825 (según el calendario en vigor, que corresponde al 26 de diciembre en el calendario gregoriano). Como este incidente ocurrió en diciembre, los rebeldes fueron denominados decembristas (en ruso: Декабристы, Dekabristy). Los sublevados tomaron la Plaza del Senado en San Petersburgo que, en 1925 y para celebrar el centenario del acontecimiento, fue renombrada como Plaza Decembrista (en ruso: Площадь Декабристов).

## Las sociedades decembristas
Los historiadores concuerdan en que el movimiento revolucionario decembrista se gestó durante el reinado del zar Alejandro I de Rusia. Desde finales del siglo XVIII y principios del siglo XIX la nobleza rusa comenzó a internarse por la nueva corriente intelectual europea liberal. Durante el período de acercamiento entre Napoleón Bonaparte y Alejandro I el liberalismo fue animado oficialmente, creando las altas expectativas que más tarde fueron derrumbadas. 
El instrumento principal para la reforma durante el reinado de Alejandro I era el aristócrata Mijaíl Speranski. Durante sus años en el régimen como asesor del zar, Speranski participó en la organización del Ministerio del Interior ruso, de la reforma de la educación eclesiástica y de la formulación del papel del gobierno en el desarrollo económico del país. El papel de Speranski aumentó de forma considerable desde 1809. Desde entonces y hasta 1812 Speranski desarrolló los planes para la reorganización del Gobierno ruso. Estos planes mantuvieron por una época la promesa de un nuevo régimen constitucional en Rusia. El ensayo más conocido de Speranski animaba a la creación de un código de leyes, bajo inspiración del Código Napoleónico de 1804. Tal código de leyes habría creado un sistema legislativo uniforme y habría sustituido las decisiones arbitrarias de los oficiales gubernamentales por procedimientos objetivos. Este sería el primer paso de cara a la creación de un gobierno liberal. Sin embargo, la corte rusa no veía bien la influencia de Speranski sobre Alejandro I, y el liberal asesor fue expulsado de la corte.
La oficialidad del Ejército Imperial Ruso, que había vencido a Napoleón en 1812, se formó principalmente con jóvenes aristócratas. Estos jóvenes oficiales lucharon exitosamente contra la invasión napoleónica de Rusia, y junto con sus tropas habían atravesado toda Europa Central hasta llegar a territorio francés durante la Guerra de la Sexta Coalición. Como resultado, los oficiales rusos pudieron contemplar las sociedades occidentales más de cerca, conocieron las universidades liberales y escucharon las mismas enseñanzas que inspiraron a los jacobinos en Francia. Vieron y experimentaron la forma de vida de las naciones donde el vasallaje había sido abolido, y donde el poder monárquico estaba sujeto a límites, entrando en contacto con ideas políticas totalmente opuestas a la rígida autocracia rusa, la cual quedaba a ojos de estos jóvenes aristócratas como muy atrasada socialmente en comparación al resto de Europa. Estos oficiales volvieron a Rusia con deseos de adoptar estos cambios y con ideas liberales consolidadas, incluyendo los derechos humanos, el gobierno representativo y la democracia.
La occidentalización intelectual había sido fomentada en el siglo XVIII por el paternalista y autocrático Imperio ruso. Pero ahora la élite aristocrática rusa incluía opositores a la autocracia, y éstos demandaban un gobierno representativo, llamaban a la abolición del vasallaje y, en algunos casos, defendían el derrocamiento revolucionario del gobierno. Muchos jóvenes oficiales tenían particular insistencia en que Alejandro I había concedido en 1815 una constitución al Zarato de Polonia, un reino recién conquistado, mientras que el propio Imperio ruso carecía de una. Varias organizaciones clandestinas comenzaron los proyectos para la elaboración de una Constitución rusa (que no llegaría a concederse hasta la Constitución rusa de 1906), un proyecto que proveía la monarquía constitucional y otro que favorecía la transición hacia una república democrática al estilo de Francia.
Estas sociedades eran mayoritariamente masónicas y estaban constituidas principalmente por oficiales militares. La primera sociedad real, la Unión de Salvación, fue creada en 1816 en San Petersburgo. En esta sociedad algunos decembristas fomentaron la emancipación de sus siervos (que no sería promulgada hasta 1861), mientras que otros aseguraban que había que liberar a Rusia de influencias extranjeras. Sin embargo, los objetivos principales de esta sociedad eran el gobierno representativo y la limitación de la monarquía absoluta.
Un miembro fundador de la Unión de Salvación, Nikita Muraviov, fue educado por un seguidor de Robespierre. Muraviov estaba entre los oficiales que entraron en París al final de la guerra contra Napoleón, y allí conoció a algunos de los principales actores políticos de la época. Según la historiografía rusa tuvo gran influencia en Muraviov el masón español Juan Van Halen, mayor general del Ejército Imperial, antiguo conspirador contra Fernando VII de España, que acudía a las reuniones de la Unión de Salvación y a la logia Asturias, de la que eran también miembros Viada y Espejo, ayudantes españoles del teniente general e ingeniero Agustín de Betancourt, influyente en la Corte.
Cuando las disputas internas y la traición forzaron la disolución de la sociedad y la formación de las sociedades del norte y del sur, Muraviov fue elegido como arquitecto y líder de la Sociedad del Norte junto con el poeta y periodista Kondrati Ryléyev, de gran fama e influencia en la aristocracia rusa. Muraviov comenzó la constitución tratando el origen y la naturaleza de la filosofía, y de este modo introdujo un cambio intelectual al derecho absoluto del zar de gobernar. Según la constitución de la Sociedad del Norte, la soberanía del Estado reside en el pueblo ruso y este lo delega al zar. Muraviov esperaba que una constitución poco radical provocase menos resistencia por parte del zar y de los otros nobles, mientras que el otro jefe de la Sociedad, Kondrati Ryléyev, determinaba estar dispuesto a dar muerte al zar si este se opusiera a la limitación del absolutismo. Muraviov y Ryléyev coincidían que cuando Rusia hubiera aceptado la constitución habría tiempo para la liberación de los siervos y los movimientos hacia la república.
Liderando la Sociedad del Sur, Pável Péstel redactó una constitución mucho más radical. Péstel deseaba la completa destrucción del régimen zarista a través de la revolución y la introducción a la república por una dictadura temporal. Péstel diseño su plan final para destruir cualquier posibilidad de reascensión de los Románov. La idea, de acuerdo con la de Rafael de Riego en España o los carbonarios en Italia, llamaba a un golpe de Estado para limitar la inestabilidad y la eliminación completa de la familia real. Después de la asunción al poder, la Sociedad del Sur planeaba la completa «rusificación» del Imperio. El gobierno republicano reconocería la autonomía política y cultural de Polonia aunque manteniéndola dentro del Imperio ruso, incorporaría también pequeñas naciones fronterizas y requeriría la conversión de todas las personas dentro de ellas al cristianismo ortodoxo, excepto la de los judíos, que serían deportados a Asia Menor, donde se esperaba que establecieran un Estado independiente. Entre sus planes más radicales, las reformas agrarias de Péstel demostraron familiaridad con la literatura revolucionaria francesa. En su Modelo de constitución, Péstel concedió tierras a cada ruso con deseo de cultivar.
Las dos sociedades seguían siendo independientes, y sus líderes mantuvieron diferencias filosóficas sobre cómo llevar la revolución. A mediados de la década de 1820, la Sociedad del Norte en San Petersburgo y la Sociedad del Sur en Kishiniov (y luego en Vínnitsa) se fueron preparando para el levantamiento que tendría lugar a mediados de 1826. No obstante, la muerte inesperada del zar Alejandro I el 1 de diciembre de 1825 los estimuló para la acción inmediata.

## Sucesión del zar Alejandro I
El zar Alejandro I de Rusia murió el 1 de diciembre de 1825 en la finca imperial de Taganrog, lejos de la capital y sin mencionar quién sería el heredero al trono. Los elementos liberales contaban que con la muerte de Alejandro, su hermano menor de pensamiento liberal Constantino Pávlovich Románov ascendiera el trono de acuerdo con las leyes sucesorias del Imperio ruso. No obstante, se había ocultado al público el casamiento de Constantino con una aristócrata polaca, y que por ello Constantino había acordado en 1822 renunciar al trono en favor de su hermano menor Nicolás I, de ideología autocrática, el cual en un principio se opuso a tomar el gobierno de la nación aduciendo falta de preparación. En 1822 Alejandro I había firmado una declaración de manera que Nicolás tomara el trono cuando él muriera. Este documento sólo había sido visto por miembros de confianza de la Familia Imperial rusa.
Al conocerse el 4 de diciembre de 1825 en San Petersburgo la noticia de la muerte del zar Alejandro, los decembristas decidieron iniciar una sublevación y aprovechar la ideología liberal del príncipe Constantino para iniciar las reformas políticas que deseaban. El 9 de diciembre, Constantino recibe en Varsovia (donde era gobernador) una carta donde el Consejo de Estado se ponía a sus órdenes como nuevo zar. De hecho, diversos altos funcionarios civiles y militares ya habían prestado juramento de fidelidad a Constantino como Soberano de Toda Rusia. 
No obstante, pocos días después de los funerales de Alejandro I, el príncipe Constantino informó desde Varsovia al Consejo Imperial y a su hermano Nicolás sobre su renuncia al trono ruso hecha tres años antes. Como resultado, la corona rusa recaía en el príncipe Nicolás, el menor de los hermanos de Alejandro I; aun así surgió una controversia en los días siguientes en tanto Nicolás ya había jurado fidelidad a su hermano Constantino pero a la vez no podía anular una renuncia que ya había aprobado el zar difunto. Al ser inviable cambiar las órdenes impartidas por Alejandro I, y tras reiterar Constantino (mediante carta oficial) que no asumiría la corona rusa debido a su renuncia y que se consideraba ya súbdito de su hermano, Nicolás Pávlovich Románov acepta ser proclamado zar con el nombre de Nicolás I de Rusia, fijando el día del juramento de lealtad para el 26 de diciembre en San Petersburgo.

## Sublevación
Al conocerse que Nicolás sería proclamado zar en lugar de Constantino, los líderes decembristas decidieron actuar de inmediato para aprovechar el vacío de poder y derrocar a Nicolás mediante un golpe de Estado el mismo día de su juramentación, alegando que ya habían jurado lealtad al príncipe Constantino y sería un inaceptable perjurio reconocer ahora a otro zar. Los jefes decembristas determinaron que los conspiradores Nikita Muraviov, el príncipe Serguéi Trubetskói, y Yevgueni Obolenski, que eran oficiales con mando de tropas en San Petersburgo, congregaran sus soldados en la Plaza del Senado de dicha ciudad, frente al edificio del Senado Imperial, ordenando que sus hombres jurasen lealtad a Constantino Pávlovich Románov como zar de Rusia, y rechazando que Nicolás I fuese el verdadero heredero al trono. Aparentemente, la revuelta se sustentaba así en defender los derechos de un príncipe imperial para evitar sospechas mayores entre los soldados comunes, a quienes no se había informado de la renuncia de Constantino al trono. Los decembristas consideraban que, dado el apego a la autoridad del hombre ruso común de la época, la única forma de convencer a sus soldados rasos de apoyar la revuelta era cuestionando a Nicolás I como un usurpador en perjuicio del príncipe Constantino.

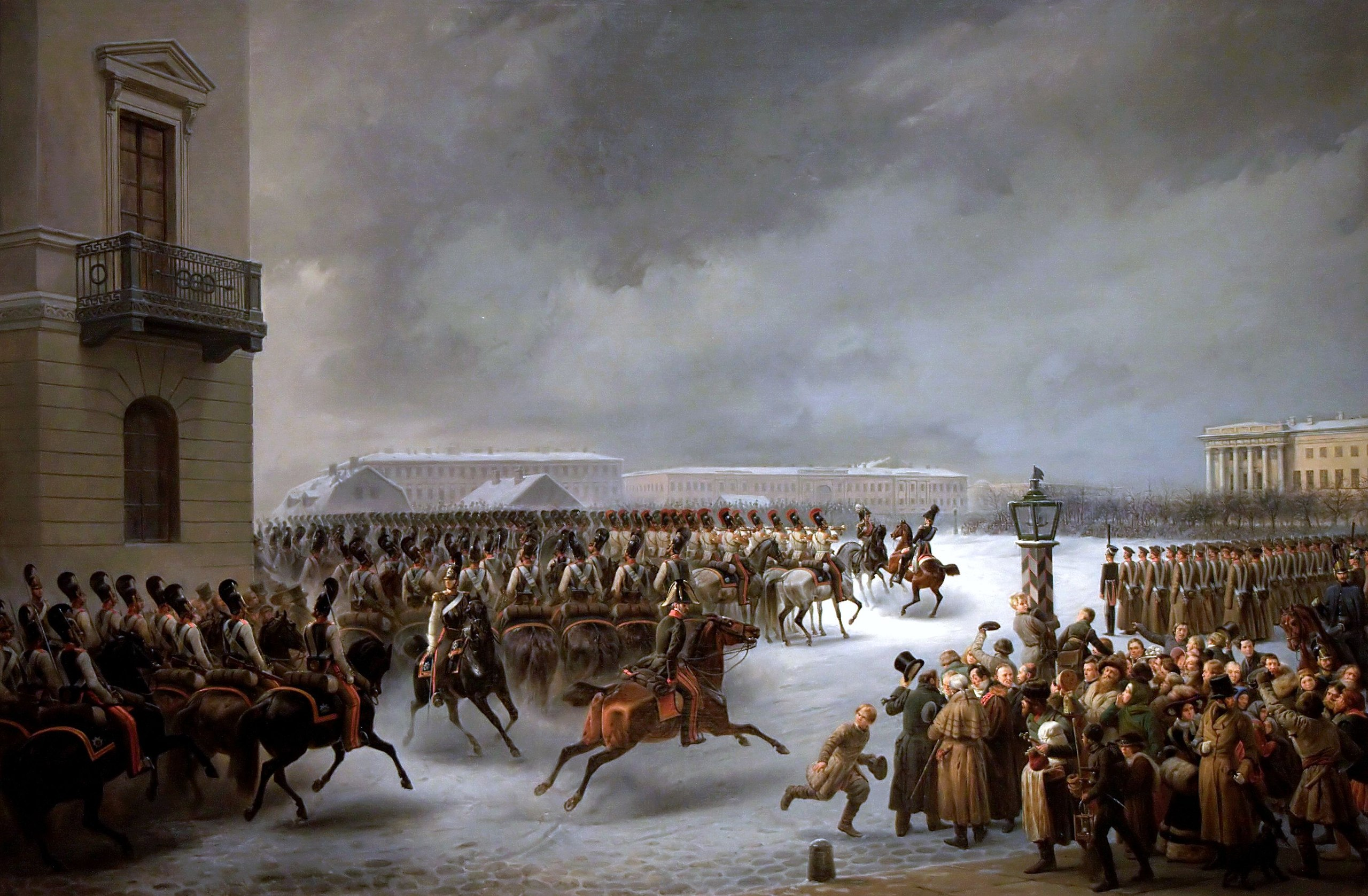
La sublevación del 14 de diciembre de 1825 en la plaza del Senado de San Petersburgo. Cuadro de Georg Wilhelm Timm.

En la mañana del 26 de diciembre de 1825 se puso en ejecución el plan decembrista, y 3000 soldados fueron llevados por Muraviov y Obolenski a la Plaza del Senado, estacionándose junto a la estatua de bronce de Pedro el Grande, llamada el Caballero de Bronce, dando vivas a Constantino Pávlovich y proclamándolo zar de Rusia. No obstante, en el último minuto Trubetskói no acudió a la Plaza del Senado, desconcertando a Muraviov, quien debió reunirse apresuradamente con otros oficiales y designar allí mismo al conde Obolenski como jefe de la revuelta. Durante varias horas los 3000 soldados llevados por los decembristas se mantuvieron impertérritos, sin intentar siquiera tomar el edificio del Senado o buscar a Nicolás I. El nuevo zar envió de inmediato 9000 soldados a la Plaza del Senado para instar a que los rebeldes lo reconocieran como zar, pero evitando el uso de la violencia. Incluso entonces se habían congregado en la vasta plaza varios centenares de transeúntes civiles que observaban a las dos tropas inmóviles, pero los líderes decembristas tampoco intentaron propagar su causa entre estos civiles, ni hacer que la difundieran a los soldados leales que se situaban a unos metros de distancia, al parecer dudando de la posibilidad de atraer a tales soldados a una revuelta contra un soberano al cual ya reconocían.
Pasaron más horas en que los dos grupos se mantuvieron espiándose a la distancia, hasta que el conde Mijaíl Milorádovich, un respetado héroe de las Guerras Napoleónicas, apareció montado a caballo ante los rebeldes para instarlos a reconocer como zar a Nicolás. En ese momento uno de los jefes de los conspiradores, el oficial Piotr Kajovski, mató de un disparo de pistola al conde Milorádovich mientras este hablaba a los sublevados; simultáneamente un oficial rebelde, el teniente Nikolái Panov, dirigió una pequeña carga de caballería contra el Palacio de Invierno, pero fue rechazado rápidamente.
Tras la muerte de Milorádovich, y después de agotar varias horas en parlamentar con los rebeldes, Nicolás I ordenó esa misma tarde que la caballería cargase contra los rebeldes, pero este ataque fue rechazado. Poco después el zar envió cañones a la Plaza del Senado amenazando con abrir fuego si los decembristas no se rendían. Sorprendentemente, los jefes decembristas no se decidieron a ordenar a sus soldados tomar los cañones que eran defendidos solo por una compañía de granaderos. Al no hallar respuesta, los oficiales leales al zar dispararon y causaron graves bajas a los sublevados, quienes huyeron en desbandada hacia el río Nevá o se rindieron de inmediato. Durante el atardecer, y hasta entrada la noche, los rebeldes fueron perseguidos y buscados por todo San Petersburgo, dando fin a la sublevación.

## Fin de la revuelta y consecuencias
Mientras tanto el jefe de la Sociedad del Sur, Pável Péstel fue arrestado en el cuartel militar de Tulchín (cerca de Vínnitsa, en Ucrania) el mismo 26 de diciembre, por las sospechas de rebeldía que el zar mantenía contra él desde hacía varios meses. No obstante, la Sociedad del Sur tardó dos semanas en saber lo ocurrido en la capital, y de inmediato Péstel fue liberado por sus compañeros decembristas el 16 de enero de 1826 en un rápido contraataque dirigió por Serguéi Muraviov-Apóstol, jefe militar de la Sociedad del Sur, quien dirigió un batallón rebelde. Pese a ello los sublevados fueron prontamente vencidos días después por la superioridad numérica de las fuerzas enviadas por el zar.
Inmediatamente después de ser vencida la revuelta en San Petersburgo, el régimen de Nicolás I empezó a investigar los nexos entre los sublevados, descubriendo así que casi todos sus jefes pertenecían a la aristocracia, inclusive algunos con títulos nobiliarios. La represión ordenada por el zar no fue muy severa ni amplia, aunque colocó bajo vigilancia a ciertas personas, como el poeta Pushkin, que pudieran haber conocido los planes de la revuelta.
El 25 de julio (13 de julio, según el calendario gregoriano) de 1826, la primera partida de convictos decembristas comenzó su éxodo a Siberia. Entre este grupo estaban el príncipe Trubetskói, el príncipe Obolenski, Piotr y Andréi Borísov, el príncipe Volkonski y Artamón Muraviov, todos ellos con destino a las minas de Nérchinsk. El viaje hacia el este estaba lleno de dificultades, pero para muchos, ofrecía cambios refrescantes en paisajes y pueblos, después del encarcelamiento. El decembrista Nikolái Vasílievich Basarguín estaba enfermo cuando partió de San Petersburgo, pero recuperó su fuerza con el movimiento; sus memorias representan el viaje a Siberia en una luz alegre, llena de alabanza para el «pueblo común» y los paisajes.
No todos los decembristas podían identificarse con la experiencia positiva de Basarguín. Debido a su menor posición social, los «soldados-decembristas» experimentaron la venganza del emperador en su totalidad. Condenados por la corte marcial, muchos de estos «plebeyos» recibieron miles de latigazos. Los que sobrevivieron viajaron a pie a Siberia, encadenados junto a criminales comunes.
Quince de los 124 decembristas fueron condenados por «crímenes de Estado» por el Tribunal Penal Supremo y condenados a la «deportación a asentamiento». Estos hombres fueron enviados directamente a lugares aislados, como Beriózovo, Narym, Surgut, Pelym, Irkutsk, Yakutsk y Viliuisk, entre otros. Pocos rusos habitaban estos lugares: las poblaciones consistían principalmente de aborígenes siberianos, tunguses, yakutos, tártaros, ostiakos, mongoles y buriatos.

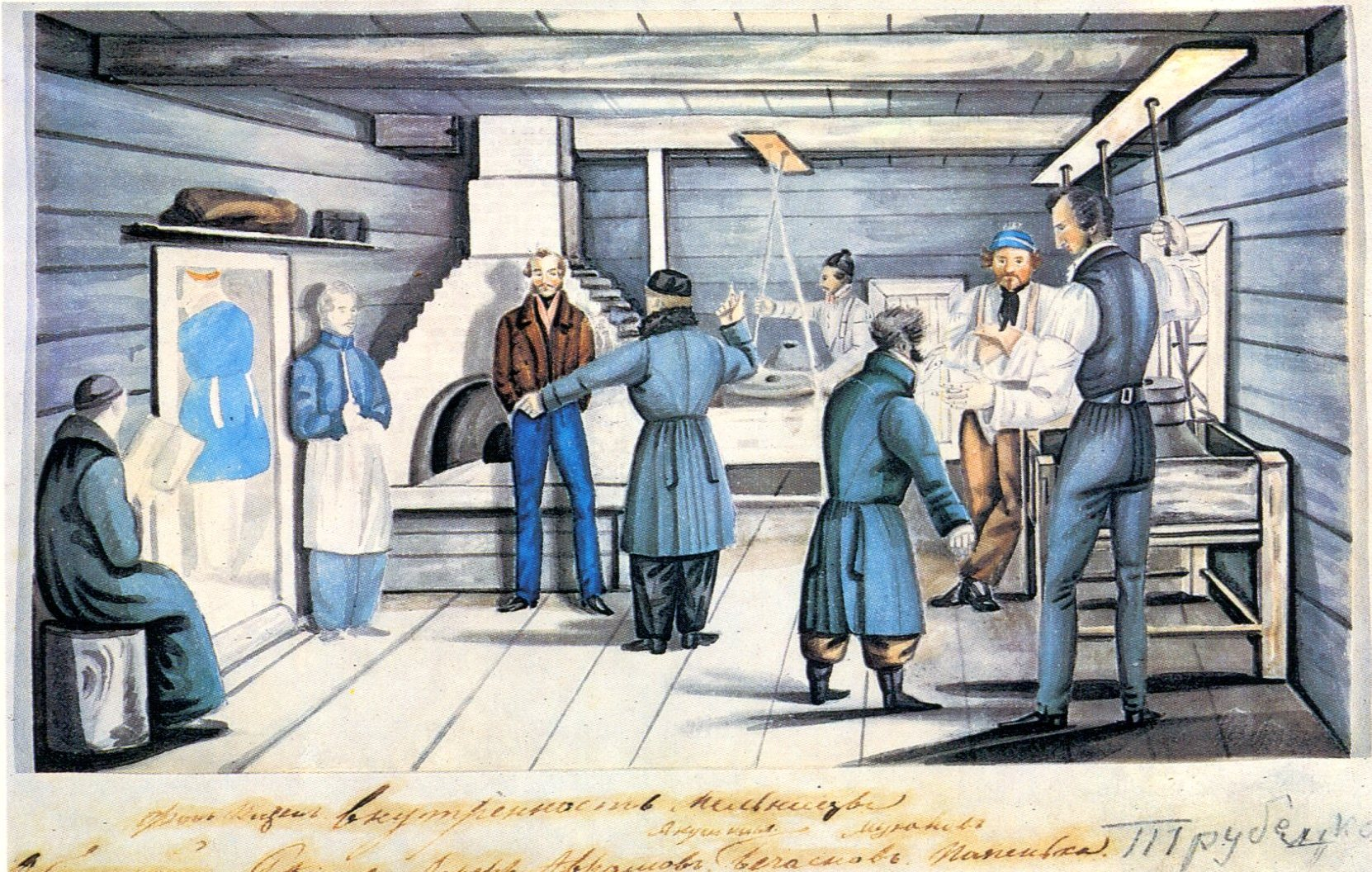
Decembristas trabajando en un molino de la ciudad siberiana de Chitá.

De todos los deportados, el mayor grupo de prisioneros fue enviado a Chitá, en el krai de Zabaikalie, para ser trasladados tres años más tarde a Petrovski Zavod, cerca de Nérchinsk. Este grupo, condenado a trabajos forzados, incluyó a los líderes principales del movimiento decembrista, así como a los revolucionarios polacos. El gobernador siberiano Lavinski argumentó que sería más fácil controlar a un grupo grande y concentrado de convictos, y el emperador Nicolás I persiguió esta política para maximizar la vigilancia y limitar el contacto de los revolucionarios con las poblaciones locales. La concentración facilitó la custodia de los prisioneros, pero también permitió a los decembristas seguir existiendo como comunidad. Esto era especialmente cierto en Chitá. Sin embargo, el traslado a Petrovski Zavod obligó a los decembristas a dividirse en grupos más pequeños; la nueva ubicación estaba compartimentada, con un opresivo sentido del orden. Los condenados ya no podían reunirse casualmente. Aunque nada podía destruir la concepción de fraternidad de los decembristas, Petrovski Zavod los obligó a vivir más vidas privadas.
Debido a una serie de reducciones de la pena imperial, los deportados comenzaron a completar sus términos laborales años antes de lo previsto. El trabajo mismo era de trabajo mínimo; Stanislav Leparski, comandante de Petrovski Zavod, no cumplió con las sentencias laborales originales de los decembristas, y los condenados penales llevaron a cabo gran parte del trabajo en lugar de los revolucionarios. La mayoría de los decembristas dejaron Petrovski Zavod entre 1835 y 1837, estableciéndose en o cerca de Irkutsk, Minusinsk, Kurgán, Tobolsk, Turinsk y Yalútorovsk. Aquellos decembristas que ya habían vivido o visitado Siberia, como Dmitri Zavalishin, prosperaron al abandonar los límites de Petrovski Zavod, pero la mayoría lo consideraba físicamente arduo y psicológicamente más inquietante que la vida en prisión.
La población siberiana se reunió con los decembristas con gran hospitalidad. Los nativos desempeñaron papeles centrales en mantener las líneas de comunicación abiertas entre decembristas, amigos y parientes. La mayoría de los comerciantes y empleados del estado también eran comprensivos. Para las masas, los exiliados decembristas eran «generales que se habían negado a prestar juramento a Nicolás I». Eran grandes figuras que habían sufrido persecución política por su lealtad al pueblo. En general, las poblaciones indígenas de Siberia respetaron en gran medida a los decembristas, y fueron extremadamente hospitalarios en su recepción.
Al llegar a los lugares de asentamiento, los deportados tuvieron que cumplir con regulaciones extensas bajo un régimen gubernamental estricto. La policía local vigilaba, regulaba y anotaba cada movimiento que los decembristas intentaban hacer. Dmitri Zavalishin fue puesto en prisión por no quitarse el sombrero ante un teniente. No sólo las actividades políticas y sociales fueron cuidadosamente monitoreadas y prevenidas, también hubo interferencia con respecto a las convicciones religiosas. El clero local acusó al príncipe Shajovskói de herejía, debido a su interés por las ciencias naturales. Las autoridades investigaron y refrenaron a otros decembristas por no asistir a la iglesia. El régimen censuró a fondo todas las correspondencias, especialmente la comunicación con los familiares. Los mensajes fueron escrupulosamente revisados por los funcionarios de Siberia y la Tercera División del Servicio de Inteligencia Política de San Petersburgo. Este proceso de selección requirió una redacción seca y cuidadosa por parte de los decembristas. En las palabras de Bestúzhev, la correspondencia llevaba una «impresión sin vida... de la oficialidad».
Bajo el régimen de asentamientos, los subsidios eran muy escasos. Algunos decembristas, incluidos los Volkonski, los Muraviov y los Trubetskói, eran ricos, pero la mayoría de los exiliados no tenían dinero y se vieron obligados a vivir de unas quince desiatinas (unas 16 hectáreas) de tierra, la asignación concedida a cada poblador. Los decembristas, con poco o ningún conocimiento de la tierra, trataron de ganarse la vida en tierras miserables con casi ningún equipo. La ayuda financiera de familiares y compañeros más ricos salvó a muchos; otros perecieron.
A pesar de las restricciones, limitaciones y dificultades, los decembristas creían que podían mejorar su situación a través de la iniciativa personal. Desde Petrovski Zavod se enviaban una corriente constante de peticiones dirigidas al general Leparski y al emperador Nicolás I. La mayoría de las peticiones fueron escritas por esposas de decembristas que habían apartado noblemente los privilegios sociales y el consuelo de seguir a sus maridos al exilio. Estas esposas se unieron bajo el liderazgo de la princesa Maríya Volkónskaya, esposa del príncipe Serguéi Volkonski, y en 1832, a través de peticiones implacables, lograron asegurar a sus hombres la cancelación formal de las exigencias laborales, y varios privilegios, incluido el derecho de los esposos a vivir con sus esposas en la intimidad. Los decembristas lograron obtener transferencias y subsidios a través de peticiones persuasivas, así como a través de la intervención de miembros de la familia. Este proceso de petición, y las concesiones resultantes hechas por el zar y los funcionarios, eran y seguirían siendo una práctica estándar de exiliados políticos en Siberia. La cadena de procedimientos y órdenes burocráticos que unían San Petersburgo a la administración siberiana a menudo se eludía o se ignoraba. Estas rupturas en la burocracia daban a los exiliados una pequeña capacidad de mejora y activismo.
En total fueron encausadas 679 personas (la mitad acusadas falsamente por los miembros de la revuelta), sólo 112 personas fueron condenadas, 107 a deportación, degradación e incautación de sus bienes, y sólo 5 personas condenadas a muerte y ejecutadas. El zar estuvo pagando pensiones a las viudas de los cinco ejecutados con su dinero personal, y los familiares de los deportados recibieron subsidios durante 20 años, asimismo los hijos de los condenados estudiaron becados en establecimientos estatales.

## Lecturas relacionadas
- Figes, Orlando (2002) El baile de Natacha: Una historia cultural rusa. Londres. ISBN 0-7139-9517-3
- Mazour, A.G. 1937. The First Russian Revolution, 1825: the Decembrist movement; its origins, development, and significance. Stanford University Press
- Michalopoulos, Dimitris, America, Russia and the Birth of Modern Greece, Washington-London: Academica Press, 2020, ISBN 978-1-68053-942-4.
- Rabow-Edling, Susanna (May 2007). «The Decembrists and the Concept of a Civic Nation». Nationalities Papers 35 (2): 369-391. doi:10.1080/00905990701254391.
- Sherman, Russell & Pearce, Robert (2002) Russia 1815–81, Hodder & Stoughton
- Eidelman, Natan (1985) Conspiracy against the tsar, Moscú, Progress Publishers, 294 p. (Translation from the Russian by Cynthia Carlile.)
- Crankshaw, E. (1976). The Shadow of the Winter Palace : Russia's Drift to Revolution, 1825–1917. New York: Viking Press.